# Diócesis de Sonsonate
La diócesis de Sonsonate (en latín: Dioecesis Sonsonatensis) es una circunscripción eclesiástica de la Iglesia católica en El Salvador. Se trata de una diócesis latina, sufragánea de la arquidiócesis de San Salvador. Desde el 11 de junio de 2012 su obispo es Constantino Barrera Morales.

## Territorio y organización
La diócesis tiene 1225 km² y extiende su jurisdicción sobre los fieles católicos de rito latino residentes en el departamento de Sonsonate.
La sede de la diócesis se encuentra en la ciudad de Sonsonate, en donde se halla la Catedral de la Santísima Trinidad.
En 2022 en la diócesis existían 30 parroquias agrupadas en 3 vicariatos.

## Historia
La diócesis fue erigida el 31 de mayo de 1986 mediante la bula De grege Christi del papa Juan Pablo II, tomando su territorio de la diócesis de Santa Ana.

## Estadísticas
Según el Anuario Pontificio 2023 la diócesis tenía a fines de 2022 un total de 457 630 fieles bautizados.
| Año                                                                             | Población            | Población | Población      | Sacerdotes | Sacerdotes    | Sacerdotes    | Bautizados por sacerdote | Diáconos permanentes | Religiosos | Religiosos | Parroquias |
| Año                                                                             | Bautizados católicos | Total     | % de católicos | Total      | Clero secular | Clero regular | Bautizados por sacerdote | Diáconos permanentes | Varones    | Mujeres    | Parroquias |
| ------------------------------------------------------------------------------- | -------------------- | --------- | -------------- | ---------- | ------------- | ------------- | ------------------------ | -------------------- | ---------- | ---------- | ---------- |
| 1987                                                                            | 378 000              | 408 000   | 92.6           | 17         | 11            | 6             | 22 235                   | 1                    | 6          | 52         | 16         |
| 1999                                                                            | 297 920              | 371 030   | 80.3           | 38         | 33            | 5             | 7840                     |                      | 7          | 80         | 19         |
| 2000                                                                            | 298 710              | 375 000   | 79.7           | 33         | 28            | 5             | 9051                     |                      | 7          | 80         | 19         |
| 2001                                                                            | 298 710              | 375 000   | 79.7           | 37         | 32            | 5             | 8073                     |                      | 7          | 80         | 19         |
| 2002                                                                            | 300 000              | 375 000   | 80.0           | 28         | 25            | 3             | 10 714                   |                      | 4          | 80         | 20         |
| 2003                                                                            | 320 000              | 380 000   | 84.2           | 37         | 34            | 3             | 8648                     |                      | 4          | 16         | 23         |
| 2004                                                                            | 386 540              | 483 176   | 80.0           | 40         | 39            | 1             | 9663                     |                      | 2          | 46         | 23         |
| 2010                                                                            | 439 000              | 548 000   | 80.1           | 43         | 42            | 1             | 10 209                   |                      | 2          | 56         | 26         |
| 2014                                                                            | 448 000              | 559 000   | 80.1           | 42         | 41            | 1             | 10 666                   |                      | 2          | 62         | 28         |
| 2017                                                                            | 430 000              | 572 000   | 75.2           | 47         | 45            | 2             | 9148                     |                      | 3          | 64         | 29         |
| 2020                                                                            | 443 000              | 553 000   | 80.1           | 48         | 44            | 4             | 9229                     |                      | 5          | 68         | 30         |
| 2022                                                                            | 457 630              | 563 070   | 81.3           | 57         | 53            | 4             | 8028                     |                      | 5          | 70         | 30         |
| Fuente: Catholic-Hierarchy, que a su vez toma los datos del Anuario Pontificio. |                      |           |                |            |               |               |                          |                      |            |            |            |

## Episcopologio
- José Carmen Di Pietro Pésolo † (2 de junio de 1986-30 de mayo de 1989 falleció)
- José Adolfo Mojica Morales † (18 de noviembre de 1989-8 de octubre de 2011 retirado)[nota 1]
- Constantino Barrera Morales, desde el 11 de junio de 2012